# Blaincourt-lès-Précy
Blaincourt-lès-Précy is een gemeente in het Franse departement Oise (regio Hauts-de-France). De plaats maakt deel uit van het arrondissement Senlis. Blaincourt-lès-Précy  telde op 1 januari 2022 1.187 inwoners.

## Geografie
De oppervlakte van Blaincourt-lès-Précy bedroeg op 1 januari 2022 8,13 vierkante kilometer; de bevolkingsdichtheid was toen 146 inwoners per km².

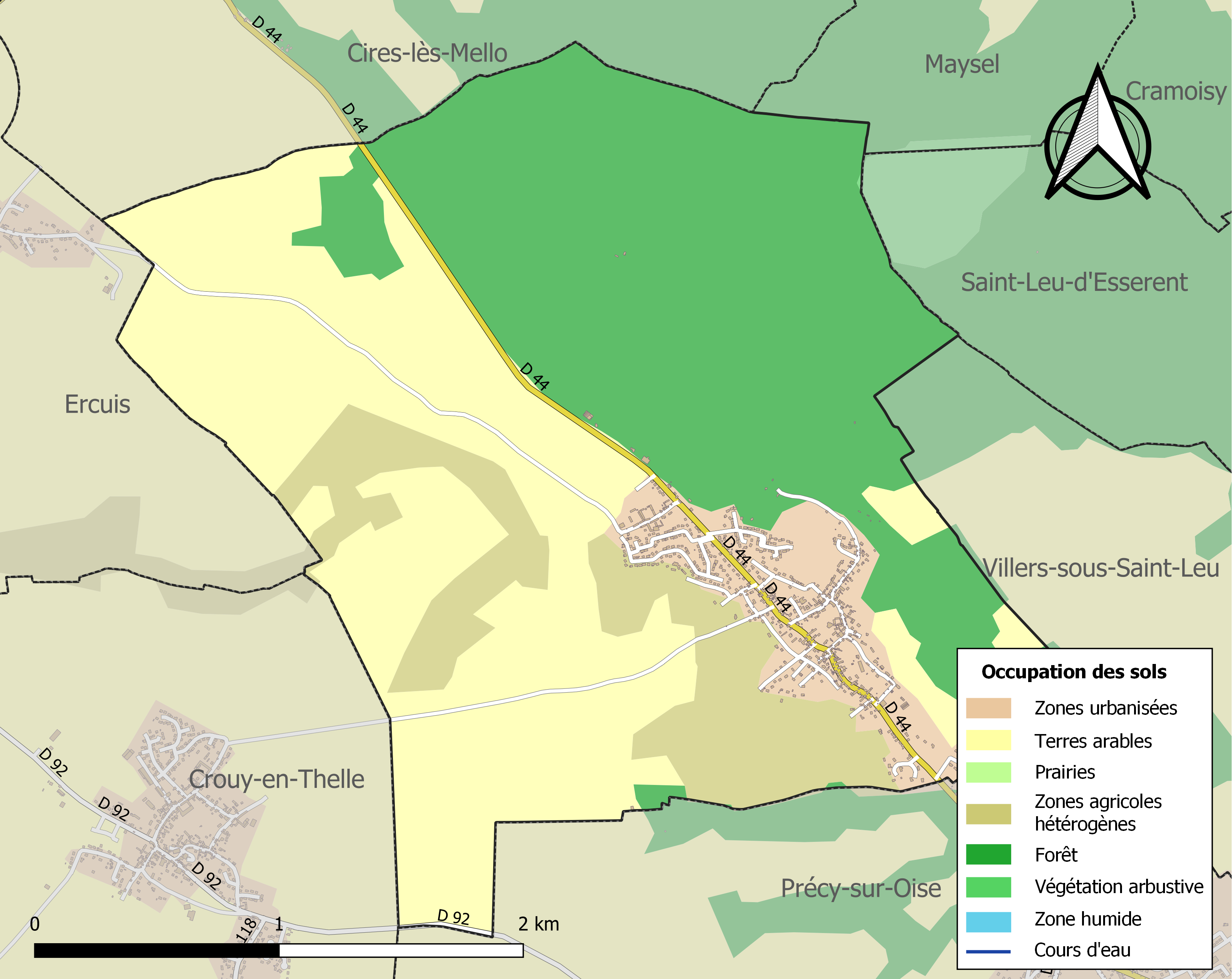
Kaart van de gemeente met belangrijkste infrastructuur, bodemgebruik en omliggende gemeenten

## Demografie
Onderstaande figuur toont het verloop van het inwonertal (bron: INSEE-tellingen).